# Лядо (Логойський район, Швабська сільська рада)
Ля́до — (біл. вёска Ляда, рос. Лядо) — село в Логойському районі Мінської області Білорусі. Підпорядковане Швабській сільській раді.
Село Лядо розташоване в центральних районах Білорусі, у північній частині Мінської області.